# Сенная (локомотивное депо)
Локомотивное депо Сенная Саратовского отделения Приволжской железной дороги было образовано в мае 1958 года на базе паровозного депо на станции Привольская.
Сегодня локомотивное депо обеспечивает грузовые перевозки на участках Сенная — Сызрань, Сенная — Петров Вал, Сенная — Ртищево, Сенная — Анисовка, Сенная — Самара, Сенная — Балаково.
На территории депо находится механический цех для ведения хозяйственных работ, изготовления и ремонта оборудования, запасных частей локомотивов, а также база запаса локомотивов всей Приволжской железной дороги. В депо осуществляется текущий ремонт и техническое обслуживание тепловозов серий 2ТЭ116, 2ТЭ116У, 2ТЭ25КМ, ЧМЭ3, а также проводится обточка колесных пар и диагностика колесно-моторных блоков. Парк предприятия составляет 39 тепловозов.
Ежегодно текущий ремонт и техобслуживание в депо проходят свыше 8 тысяч локомотивов. Предприятие оснащено современным оборудованием: стендами для проверки локомотивных скоростемеров, тормозного оборудования, радиостанций, стендом испытания топливных форсунок, станком для обточки колесных пар «РАФАМЕТ».
На сегодняшний день численность работников локомотивного депо Сенная составляет более 700 человек, из которых 419 — члены локомотивных бригад.